# セクシーJ
セクシーJ（せくしーじぇい、1979年8月15日 - ）は、フリーの日本のお笑い芸人。東京都葛飾区出身。 本名：種田 穣一郎（たねだ じょういちろう）。身長169cm、体重78kg。血液型はA型。かつてはオフィス北野、ラフィーネプロモーションに所属していた。

## 概説
母方の祖父は地元の信用金庫の理事長、父は大手広告代理店勤務。実家は地元でも有数の大邸宅（プール付き）だった。学習院初等科・中等科・高等科と、小学校から高校まではずっと学習院。大学は都市環境に興味を持っていたことから東京造形大学に進学。
大学卒業後は奈良県に居る造園の大御所に弟子入りするも、一年後には辞めて帰京。東京都内の造園会社に就職。3年後にはその会社が担当していた日本橋三越の屋上庭園の管理を任され、〝頭”となった。
植木職人として勤務していた頃、美術大学予備校時代に知り合った仲間たちと毎週日曜日に集まって映像制作活動をしており、Jは主に表に出る役者を務めていた。この時、この仲間の一人がマキタスポーツのライブ映像の製作協力を務めることとなり、そのつながりでJもマキタの手伝いや運転手を務めるようになり、マキタのことを〝師匠”と慕うようになる。2007年にマキタのイベント『マキタ学級大文化祭』のお笑いコンテストにてデビュー。最初は『種田J』と言う名前で活動していたが、マキタに「裸で汗まみれの姿がセクシー」と言われたのが元で『セクシーJ』と改名した。
育成枠としてオフィス北野に所属しつつ、ライブの観客を集める為、世界的なビジネス交流会BNI(BeBeeチャプター)というところに所属していた異色の芸人。経営者の集まりだったことから、お笑いライブ『月刊　セクシーJ　洗っていいとも！』の観客には経営者が多い。
新宿ロフトプラスワン15周年祭として開催された『プラスワン・ゴングショー』にて優勝。副賞として、2010年10月25日にロフトプラスワンにて単独イベントを行った。
『マキタ学級大文化祭』では、審査員のピエール瀧に「人類最古の古典芸を継ぐ男」とキャッチフレーズを付けられた。
2013年6月17日放送の日本テレビ『芸人報道』「プロフィール写真が面白そうな芸人さんは本当に面白いのか? 実際に呼んで芸を見てみようSP」に出演し、ぶらっくさむらい、小杉まりも、ドドん石田芳道、3フランシスコなどを抑え最優秀芸人に選ばれた。

## 芸風
裸に綱と御幣を付けた褌に、ストッキングに入れた玉を2個ぶら下げた姿で「宝玉洗い」「金玉洗い48手」などの芸を代表的なネタとしている。この芸は神聖な奉納芸としている。〝師匠”のマキタスポーツの自宅で、マキタの要求でヨレヨレのスウェットを手を使わずに履いたり脱いだりするというネタの練習をし、休憩中に裸で汗だくになり、それを見たマキタから「なかなか男らしい体だな。それで金玉洗いとかの芸をやってみたらどうだ?」と言われ、この芸を始めることとなった。なお、この芸については内容が内容だけに「テレビに出れないんじゃないですかね」とも言っている。

## 趣味・特技
- 祭り巡り
- 温泉巡り
- 植木（職人歴10年）

## 出演

### テレビ
- 芸人報道（日本テレビ）

### 映画
- 赤い蝋燭（ダーティー工藤監督作品）

### ラジオ
- 森脇健児のサタデーミーティング（KBS京都ラジオ）
- マキタスポーツラジオはたらくおじさん（アール・エフ・ラジオ日本）

### 舞台
- 神戸チキンジョージ「平成幕府」(音楽・舞台)

### イベント
- サマーソニック 2013

### その他
- クリープハイプ鬼初回限定盤 特典映像「尾崎世界観脱退〜そして、尾崎はいなくなる〜」(種田世界観 役)